# Glenea funerula
Glenea funerula é uma espécie de escaravelho da família Cerambycidae. Foi descrito por James Thomson em 1857.  É conhecida a sua existência em Sumatra, Índia, Malásia, e Java.

## Subespecie
- Glenea funerula funerula (J. Thomson, 1857)
- Glenea funerula javana (Pic, 1946)